# إنتروبيا والحياة
القصور الحراري والحياة أو الإنتروبيا والحياة (بالإنجليزية: Entropy and life)‏ بدأ أبحاث علاقة الخاصية الترموديناميكية المسماة إنتروبيا (وهي كمية محددة لنظام ما) وعلاقتها بنشأة الحياة في أوائل القرن العشرين. فقد قام المؤرخ الأمركي هنري أدامز في عام 1910 بنشر أطروحة تحت اسم «رسالة إلى معلمي التاريخ» يقترح فيها نظرية عن التاريخ بشأن القانون الثاني للترموديناميكا وعن مبدأ الإنتروبيه. . ثم صدر كتاب في عام 1944. «ما هي الحياة؟» لمؤلفها إرفين شرودنغر عالم الفيزياء الحاصل على جائزة نوبل للفيزياء وجه النظر فيه إلى هذا المجال. وكانت وجهة نظر شرودنغر أن الحياة تعتمد على ما أسماه «الإنتروبيا السالبة» ولكن فيما بعد ترك تلك التسمية الغريبة بسبب احتجاج العلميين، واستقر الأمر على مناقشة ما يسمى الطاقة الحرة في هذا الشأن. ثم ظهرت بحوث أخرى اعتمدت في مناقشاتها على طاقة جيبس الحرة حيث أن العمليات البيولوجية التي تتم على الأرض تسير في درجة حرارة وضغط جوي ثابتين. فتلك العمليات الحيوية تجري في جو الأرض وفي قاع البحار وتستغرق وقتا طويلا بالنسبة لكل كائن حي.

## الأفكار المبدئية
في عام 1863 قام الفيزيائي رودولف كلاوزيوس بنشر مذكرة «عن تركيز الأشعة الحرارية والضوء، وعن حدود تطبيقها» حيث قدم تخمينا مبدئيا للعلاقة على أساس ما قام به من بحث، وما قام به لورد كيلفن عن فكرته عن الإنتروبيا والحياة. وبالاعتماد على تلك الأفكار ظهر أول تخمين عن احتمال وجود علاقة بين الترموديناميكا وتطور الحياة للعلامة الفيزيائي النمساوي لودفيغ بولتزمان. في عام 1875 بالعتماد على أفكار كلا من كلاوزيوس وكيلفن فكر بولتزمان في التالي:

## الإنتروبيا السالبة
في الكتاب الذي صدر لشرودنغر في عام 1944 " ما هي الحياة؟ يقول أن المتحكم في الحياة ليس القانون الثاني في التحريك الحراري، أي ليس أن الكائن الحي يخفض من أنتروبيته أو يحافظ على مستوى انتروبيته عن طريق اكتسابه لإنتروبيا سالبة، فإنتروبيا سالبة ليس لها وجود.
 وعلى الرغم من ذلك نجده يكتب في الفصل 6 من كتابة "ما هي الحياة؟ في شأن الإنتروبيا السالبة: أنه يترك تعبير "الإنتروبيا السالبة" ويضع مكانه تعبير الطاقة الحرة في كونها الشيء الذي يحاول الكائن الحي الحصول عليه لبقائه على الحياة.
هذا ما يفرق بين الحياة وبين تنظيمات أخرى تحدث للمادة الميتة. وعل هذا السبيل فربما يبدو أن مسيرة الحياة تتعارض مع القانون الثاني للترموديناميكا والذي ينص على أن انتروبية نظام ما معزول تميل إلى الزيادة طبيعيا، وإنما لا يوجد تعارض مع هذا القانون لأن مبدأ ان الانتروبيا يمكن أن تزداد أو تبقى ثابتة فقط فهذ ينطبق فقط على نظام مغلق الذي من صفاته أنه لا تنتقل إليه حرارة من الخارج إلى الداخل ولا انتقال حرارة من الداخل إلى الخارج.
فإنه عندما يكون هناك تبادل للحرارة أو المادة بين النظام وخارجه فإن حدوث انخفاض في إنتروبيا النظام يكون متفقا مع القانون الثاني ولا يتعارض معه. كانت مشكلة التنظيم والنظام الي تتمتع بها الكائنات الحية وان نظامها ينمو على الرغم من القانون الثاني للتثموديناميك معروفة بـ «تناقض شرودنغر» أو «معضلة شرودنغر».
كان " جيمس لوفلوك" أحدج أعضاء مجموعة من العلميين طلبت منهم ناسا بناء جهاز يستطيع اكتشاف حياة افتراضية على المريخ خلال رحلات فضائية إليه مخطط لها. وفي التفكير في تلك المسألة تعجب لوفلوك " كيف نستطيع التأكد من أن حياة على المريخ سوف تفصح عن نفسها من خلال فحص مبني على الحياة الأرضية؟ ” فكان السؤال الأساسي لـ "لوفلوك" هو:" ما هي الحياة، وكيف يمكن التعرف عليها؟ "
وعنما ناقش لوفلوك زملائه في «مختبر جيت بروبلشن» سألوه ماذا سيفعل من أجل اكتشاف حياة على المريخ. وكان لوفلوك يجيبهم بقوله«إنني سأبحث عن أي انخفاض في الإنتروبيا ، إذ أن هذه خاصية عامة بالنسبة للحياة.»

## طاقة جيبس الحرة والتطور البيولوجي
في السنوات الأخيرة بدأ التفسير الثرموديناميكي للتطور وعلاقته بالإنتروبيه في الاعتماد على طاقة جيبس الحرة، أكثر من علاقته بالإمتروبيا.
هذا بسبب أن العمليات البيولوجية تتم على الأرض التي تتحلى بدرجة حرارة ثابتة وضغط ثابت، وهي ظروف تسمح باستخدام طاقة جيبس الحرة وللتعبير عن القانون الثاني للترموديناميك. تصاغ طاقة جيبس الحرة كالآتي:
{\displaystyle \Delta G\equiv \Delta H-T\Delta S\,}
إن خفض طاقة جيبس الحرة إلى اقل حد أنما هو أحد أشكال مبدأ أقل طاقة، وهذا المبدأ يعتمد أساسا على مبدأ تزايد الإنتروبيا لأنظمة مغلقة. وفوق ذلك فإن تطبيق معادلة طاقة جيبس الحرة يمكن أن يتم باستباط أحد صيغها المناسبة بحيث يمكن تطبيقها على أنظمة مفتوحة عندما ندخل صيغة الكمون الكيميائي في معادلة توازن الطاقة.
يتبنى عالم الأحياء الأمريكي «ألبرت لينينغر» في كتابه الذي صدر في عام 1982 أن النظام الحيوي الموجود في الخلية الحية أثناء نموها وانقسامها إنما يعوّض عن العشوائية وعدم الانتظام والهرجلة التي تتسبب فيها فيما يحيطها أثناء نموها وانقسامها.
وباختصار، طبقا للينينغر،" تحتف الكائنات الحية بأنظمتها الداخلية عن طريق اكتساب طاقة حرة ثرموديناميكية من محيطها، وهذا الاكتساب يتم عن طريق الغداء أو عن طريق ضوء الشمس؛ وبعد ذلك فإن الكائنات الحية تعيد ما اكتسبته إلى محيطها بكمية مساوية من الطاقة في هيئة حرارة وإنتروبيا.
"
بالمثل، طبقا لما ورد من عالم الكيمياء «جون أفري» في كتابه «نظرية المعلومات والتطور» الصادر في عام 2003، فإننا نجد عرضا يشير إلى أن ظاهرة الحياة، ومن ضمنها منشئها وتطورها، وكذلك تطور الثقافة الإنسانية أن قواعدها تؤول إلى خلفية قوانين الترموديناميكا، والميكانيكا الإحصائية ونظرية المعلومات.
إن التناقض (الظاهري) بين القانون الثاني للترموديناميك والدرجة العالية للنظام والتعقيد الذي تنتجه الإنظمة الحيوية - من وجهة نظر أفري - فإنها تجد التفسير «في محتواها المعلوماتي لطاقة جيبس الحرة التي تدخل في عالم الأحياء من مصادر خارجية.»
وعملية الانتقاء الطبيعي التي تنطبق على زيادة التنظيم في نظام محدد يمكن التعبير عنه برياضيات ناتجة من معادلة القانون الثاني في حالة أنظمة متصلة مفتوحة وغير متوازنة.

## اقرأ أيضا
- إنتروبيا
- طاقة جيبس الحرة
- طاقة حرة ثرموديناميكية